# هندسة مالية

## الهندسة المالية (Financial Engineering)
هي إحدى فروع علوم تخمين المخاطر (بالإنجليزية: Actuarial science)‏ أو علم قياس المخاطر. ظهرت للوجود في منتصف الثمانينات بهدف عون وخدمة منشآت الأعمال في مواجهة المخاطر والتخلص من القيود التشريعية والضغوط التي يفرضها السوق وبيئة المنشآت. ففي لندن عندما فتحت البنوك كان هناك إدارات لمساعدة منشآت الأعمال في مواجهة المخاطر التي يسببها لها عملائها وإيجاد حلول لتلك المشاكل وجرى عدد من المحاولات لتطوير منتجات أسواق المال (Financial Market Products) وكانت تلك بداية ظهور الهندسة المالية.

## نبذة عن الهندسة المالية
الهندسة المالية مجال تستغل فيه معارف وكفاءات المجالات الأخرى وأهمها الرياضيات والاقتصاد والمعلوميات لدراسة المعلومات بطريقة علمية عميقة تساعد على اتخاذ القرارات الاستثمارية دون المغامرة والتعرض لأخطار تقلبات الأسواق المالية (سوق الأوراق المالية البورصة).
يتلخص تعريف الهندسة المالية ة بأنها العلم الذي يعمل على حل مشاكل التمويل والاستثمار بالطرق الكمية، حيث تعتبر بأنها دم الحياة للإبداع المالي، التي تسعى للتكيف والملائمة مع ما هو موجود من الأدوات المالية (أسهم وسندات)، والعمليات المالية (صرف العملات، والاستفادة من فروقات الأسعار بين سوقين أو أكثر والتي تعرف بالأربتراج (نموذج المراجحة Arbitrage]])، الحوالات)، التطوير لهذه العمليات والأدوات. السبب الذي يرجع إليه هذا التكيف هو لتمكين المشاركين في الأسواق المالية للتعامل بفعالية أكبر بالعالم بطريقة مهيّئة ومفصلة حسب احتياجات المستثمرين والمقترضين.
تعمل الهندسة المالية بالنسبة للمستثمرين بتوسيع فضاء الاستثمارات الممكن الاستثمار بها، وتخفيض المخاطر الكلية أو الشاملة التي تكون في المحافظ الاستثمارية، وتنويع مصادر التمويل.
أما المقترضين تكون احتياجاتهم مختلفة، والهندسة المالية موجودة لدعم هذا الجنب لتوسيع أساليب أو مصادر التمويل (إعادة تمويل)، والبحث عن مصادر تمويل جديدة، تخفيض تكاليف الحصول على معلومات وتكاليف إبرام الصفقات، العمل على تعزيز طريق خفض التكاليف، تعزيز كفاءتها وترويج فعاليتها، تحسين طرق التي يتم فيه انتقال أو تبادل الأصول بين الناس، تعزيز سيولة السوق يزيد من القدرة على التحوط من المخاطر المالية لتقلبات الأسعار.
المشتقات المالية (مشتق مالي) تعتبر من نتاج المعرفة المالية المتقدمة، والعلمية المعاصرة والتي يكون اعتمادها على النماذج الرياضية والإحصائية المعقدة التي قد يحمل فهمها على بعض الصعوبة من الجانب الموضوعي، على عكس الجانب العملي الذي يوجد فيه تقنيات سهلة يتم تطبيقها يومياً لغرض التحوط من المخاطر على وخه الأساس، وطبعاً للاستثمار وللمضاربة حسب الهدف الذي يسعى لتحقيقه المستثمر.

## مضامين الهندسة المالية
*  تصميم أدوات المالية الإبداعية وابتكار أدوات مالية جديدة.
*  تطوير العلميات المالية.
*  تنفيذ وتطبيق المعادلات والحلول الإبداعية التي تم صياغتها لحل المشاكل المالية منها مشاكل التمويل.     

## وظائف الهندسة المالية
كانت مهمة المدير المالي خلال العشرينات من القرن الماضي تتمحور حول فقط الحصول على التمويل وإدارة حقيبة الاستثمارات الخاصة بالشركة أو المؤسسة لتعظيم العائد مع وجود مستوى من المخاطر يكون مقبولاً، ويكون تمويل هذه الاستثمارات بمزيج من مصادر تمويلية يكون مناسبا لطبيعة عمل المؤسسة. ومع تطور هذه الوظيفة المالية أصبح هناك ملاحظة  لزيادة الحصول على طرق التمويل بصعوبة وارتفاع تكلفتها بازدياد حجم المشاريع،  و التوسع بالاستثمارات، وزيادة حدة المنافسة، والثورة التقنية. أما في الوقت الحالي أصبح المدير المالي في الوقت المعاصر مسؤول عن نظام مالي متكامل يحوي نظم فرعية متكاملة، منها التحليل المالي والائتماني، وأنظمة إدارة النقدية، وأيضاً نظم رأس المال. وفي الربع الأخير من القرن العشرين، جاءت الهندسة المالية لرسم العمليات والاستراتيجيات المالية المعاصرة، والعمل على ابتكار المنتجات والأدوات المالية الجديدة؛ لتتفاعل وتحصل تغيرات يتم الاستفادة منها في الأسواق المحلية والعالمية.

## مشتقات الهندسة المالية
ما تم استحداثه في الأدوات المالية هي المشتقات، والتي تعتبر للآن استثمارات خارج الميزانية العمومية (قائمة المركز المالي حديثاً)  للمؤسسات المالية مع وجود محاولات جاهدة عن طريق المحاسبة  ليتم وضعها ضمن الميزانية العمومية، لأن الهندسة المالية تركز على أن التنسيق بين الاستثمارات داخل الميزانية والاستثمارات خارج الميزانية العمومية بصورة ضرورية، مع توفر الإدارة لبنود الميزانية والمنتجات المالية الجديدة باستمرار ليتم تحقيق أكبر قيمة للمشروع تكون أعلى من تلك التي تركز على بنود المركز المالية فقط.

### المستقبليات
تتميز عملية المتاجرة بالمستقبليات بأنها تحتفظ بدرجة عالية من السيولة وتكاليف معاملات منخفضة، مما يعكس بنود تسمى عقود المشتقات المُنَمَّطة (أي موحدة) ن أجل تخفيض المخاطر الائتمانية للذين تعاملوا مع هذه العقود، وأنظمة البورصات وفرت مجموعة من الإجراءات الرقابية المنظمة لنشاط التجول بالبورصات مما يقلل من مخاطر عدم الوفاء بالالتزامات التي تكون على الأطراف.
للأوراق المالية المشتقة وظيفة أساسية من الناحية الاقتصادية هي توفير أكثر من طريقة للسيطرة على المخاطر، من الخلال التحكم والسيطرة عليها، والسعي لتحسين العمليات الائتمانية، وزيادة أثر الرفع المالي. ومن استعمالات المشتقات أن من خلال تخفيض تكاليف التمويل يمكن تحقيق الإيرادات، وزيادة العوائد بعض من الموجودات، لتصبح المشتقات مصدر لتحقيق الإيرادات بانتظام من المؤسسات المالية والمصرفية من خلال أنشطتها في مجال الأسواق، بدخولهم في صفقات مع العملاء (المتعاملين) في أسواق المشتقات مع الاحتفاظ بتركيز متوازن للمحافظ المالية ومزيج متوازن للعناصر التي فيها.

## العوامل المساهمة في نمو الهندسة المالية
نمو وتطور الهندسة المالية والمشتقات تعتبر من التصورات التي انتشر تطبيقها في العالم المالي المعاصر واخترقت كل أرجاء النظام المالي الدولي.
شهدت الأسواق المالية بعض العوامل التي أدت إلى نماء الهندسة المالية، منها التي لا يمكن السيطرة عليها أي عوامل بيئية، لابد من أن تصيب المؤسسات والبنوك كافة، التي تشمل التقدم التكنولوجي والتقنية وأنظمة الحاسبات والشبكات والبرمجيات المنوعة، عدم التناسق الضريبي وتأثيراته التي دفعت المهندسين الماليين لاستكشاف المواقف الفريدة التي تمر بها المنشآت المالية حسب ظروفها، وازدياد التقلبات مثل التقلب في أسعار الفوائد وتقلب أسعار صرف العملات الدولية التي تكون في معظم أسواق السلع والأسواق المالية التي بدأت منذ فترة السبعينات من القرن العشرين، أجواء التنظيم التي تعيد النظر في القوانين التي يمكن من خلالها تفعيل تطبيقات العولمة خاصةً في المجال المالي والمنافسة القوية بين المؤسسات المالية في ساحة الانتاجات المبتكرة، الدأب نحو التخفيض الذي يخص تكاليف الوساطات المالية، وتكاليف إبرام الصفقات، وتكلفة الحصول على معلومات التي زادت جميعها بسبب المنافسة بين مصارف الاستثمار والقطاع المالية بشكل عام.
و الجانب الآخر من العوامل هي التي يمكن السيطرة عليها، عوامل داخل الشركات  من احتياجات شديدة للسيولة والسعي لتحقيق إيرادات إضافية، محاولة تجنب المخاطر قدر الإمكان ويرجع السبب كونه الأساس في النظرية المالية الحديثة، التوجه المعاصر في مجالات المعرفة وتطبيق الأساليب الكمية والتدرب المستمر عليها وإبقاء السعي لتحقيق الإيرادات من أدوات وابتكارات  وإبداعات الهندسة المالية التي أدت إلى منافع محاسبية أدت إلى تحسين القوائم المالية للمؤسسات.
لهذا العلم التطبيقي الإبداعي مجالات ينمو ويتغلغل فيه منها:
1.  الإدارة المالية في الشركات المساهمة.
2.  التجارة على المستوى المحلي والدولي.
3.  إدارة النقدية والاستثمار.
4.  إدارة المخاطر.

## أدوات الهندسة المالية

### المشتقات Derivatives
هي عقود مالية (Financial contracts) تتعلق بفقرات خارج الميزانية (Off-Balance sheet Items) تشتق قيمتها من الموجودات المالية الضمنية (Underlying Financial Assets) أو المؤشرات الأساسية (Indexes) المرتبطة بها.

### العقد المستقبلي Future contract
هو الالتزام بتعاقد نمطي (Standardized  )، أما لبيع أو لشراء موجود معين بسعر محدد، وبتاريخ معين في المستقبل.
هي التزام تعاقدي لبيع أو شراء أحد الموجودات متفق عليه بسعر وتاريخ محددان في المستقبل. السوق الذي يتم فيه بيع المستقبليات يوفر التحوط من خطر انخفاض أسعار الموجودات في المستقبل والدفع يكون حالي للحماية من عدم قدرة أحد العاقدين من الوفاء بالالتزامات تجاه الآخر. حيث هذا الأسلوب يجنب المحفظة الاستثمارية من الخوض في تقلبات الأسعار المفاجئة بالعملات الأجنبية، التي ستحدث في الأسواق المالية والوقاء من مخاطر  الحركات المعاكسة لسعرها، والتي تمتاز بصفة التقدم والأوسع في إعطاء فرص المتاجرة. المستقبليات أيضا كانت وما زالت الأكثر استعمالاً عند محترفي المصارف لإدارة أسعار  الفائدة، مع أن إقبالهم على استعمالها كان حديثاً.

### العقد الآجل  Forward contract
هو عقد بين طرفين أساسيين، أما لبيع أو لشراء موجود معين بسعر محدد، وبتاريخ معين في المستقبل لتفادي تعرضها لمخاطر تقلبات الأسعار.
تعد العقود الآجلة اتفاقية بين طرفين لبيع أو شراء موجود ما في المستقبل، مع تحديد تاريخ وسعر سلفاً، فالعقود الآجلة عند موافقة أحد الطرفين على شراء سلعة معينة بوجود سعر وتاريخ محدد في المستقبل، وعند موافقة الطرف الثاني على بيع الموجود ويتم  التسليم الموجود فعلاً  في تاريخ تنفيذه،  و قد يكون هناك مخاطر ائتمانية جمّة تكون ناجمة عن عدم قدرة أحد الأطراف في تنفيذ العقد، وتحديداً إذا  كانت هناك تغييرات تم بيانها في سعر الموجود الأساسي عندما يقترب موعد الاستحقاق أي في العقود الآجلة يتم معرفة مقدار الأرباح والخسائر في تاريخ الاستحقاق فقط،
و تنبثق أهمية العقود الآجلة للمنشآت المصرفية والمالية من خلال الأسباب التالية:
1.  توريد السيولة النقدية من العملات المتوافرة للذين يتعاملون مع هذه العقود.
2.   تخصيص كلفة السلع المستوردة أو المصدرة مسبقاً، من خلال الشراء والبيع الآجل والتي من المتوقع سداد ثمنها في المستقبل.
3.   تغطية مراكز نقدية مفتوحة؛ لتجنب الخطر الآتي من تقلبات الأسعار والتي تؤدي لخسائر فادحة.
4.  استغلال تفاوت أسعار الفائدة، أو أي تغير يحدث في السوق؛ من أجل تحقيق العوائد.

### الخيارات Options
هي العقود المتعلقة بحق خيار شراء أو بيع بسعر محدد خلال مدة محددة، وقد تكون خيارات شراء (Call Option) أو خيارات بيع (Put Options). يعد من أقدم أدوات الهندسة المالية الاستثمارية، وفلسفتها تقوم على إعطاء الحرية للمستثمر ولا تلزمه، تكمن الحرية بمنحه الحق بشراء (إذا كان الخيار شراء)، أ والبيع (إذا كان الخيار بيع)، حيث يكون السعر قد تم تحديده والاتفاق عليه.
و هناك نوع من الخيارات يسمى الخيار الأمريكي، الذي يسمح لمشتري الخيار بأن ينفذ الخيار بوقت الذي يريده ضمن الفترة المحددة، على عكس الخيار الأوروبي الذي يلزم حامله بتنفيذه في تاريخ انتهاء الخيار.
يستطيع المستثمر  الرشيد، مالك المحفظة الاستثمارية، تحقيق الأرباح عن طريق شراء المستثمر لحق الشراء عندما يتعدى سعر الحق السوقي  سعر  التنفيذ، وبسعر محدد وثابت في المستقبل كتوقع من المستثمر، حيث سيتيح له إمكانية تخفيض التعرض لخسارة جسيمة من انخفاض الأسعار .
و العكس في خيارات البيع، شراء حق البيع تكمن إمكانية تحقيق الأرباح بتراجع السعر السوقي للخيار أقل من سعر التنفيذ، لتوقع المستثمر الرشيد انخفاض الأسعار السوقية بالمستقبل، في النهاية هناك طرفين، أحدهما رابح والآخر خاسر.

### المبادلة Swaps
هي العقود المتعلقة بمبادلة نوع من الأصول أو التدفق النقدي مقابل اصل أو تدفق نقدي آخر بموجب شروط يتم الاتفاق عليها عند التعاقد، مثل مبادلة العملات (Currency Swap) ومبادلة أسعار الفائدة الثابتة بالمُعَوَمَة سعر الصرف العائم ومبادلة مبادله متعددة العملات ومعدل الفائدة ثابت (Fixed rate currency swap، ويطلق على المبادلات كمرادف لِ (المقايضات).
عملية قديمة تستخدم لمبادلة سلعة بسلعة أخرى، أما بالنسبة للمبادلات في الهندسة المالية، فهي تقنية مالية واستثمارية للتعامل مع تقلبات أسعار الفوائد، والتغيرات التي تطرأ على أسعار صرف العملات لغزل الاستثمارات للتعرض للمخاطر، والعمل على تخفيض  تكاليف تمويلها. بدأ ظهور نشاط الاستثمار بالمبادلات في أواخر السبعينات، عندما حث المتاجرين بالعملات عملية التبادل بوصفها من سيطرة بريطانيا على حركة العملة الأجنبية. وتمتاز المبادلات بالسماح للشركات بالدخول إلى أسواق رأس المال للاستدانة بسعر أقل من شركات أخرى.